# Maruzzella (film 1956)
Maruzzella è un film del 1956 diretto da Luigi Capuano.
Il titolo del film è ispirato all'omonima canzone napoletana, presente nella colonna sonora.

## Trama
Maruzzella è una ragazza che è rimasta orfana di padre; è innamorata in segreto di Salvatore, che però è l'amante della sua matrigna, donna Carmela. Salvatore non si è accorto dell'amore della ragazza e la considera ancora una bambina. Donna Carmela avrebbe intenzione di farsi sposare da Salvatore e intanto usa il patrimonio del marito defunto a spese di Maruzzella, legittima erede secondo il testamento nascosto dal ragionier Caputo, che lo fa in quanto innamorato di donna Carmela. In casa di Salvatore arrivano due amici musicisti, Renato e Gegè: sono poveri e Maruzzella cerca di aiutarli, organizzando un incontro con un impresario che propone al loro quartetto un vantaggioso contratto a Roma. Intanto il ragioniere Caputo, geloso di Carmela e Salvatore, racconta a Maruzzella le tresche della matrigna, e la ragazza scappa di casa per raggiungere a Roma Renato, innamorato di lei.
Carmela e il ragioniere, durante una burrascosa discussione sulla spiaggia rocciosa provocata dalla gelosia di Caputo, precipitano dal promontorio morendo sulle rocce. Dopo questo tragico epilogo, che rivela a Salvatore tutta la situazione, egli corre a Roma dopo aver ricevuto una lettera in cui Renato gli chiede il consenso per sposare Maruzzella. In realtà la lettera è un trucco per richiamare l'attenzione di Salvatore, il quale capisce che il suo sentimento è corrisposto mentre Renato, che ha amato in segreto Maruzzella, si rassegna a questa soluzione.

## Produzione
La pellicola è una commistione tra due filoni cinematografici: quello dei melodrammi sentimentali strappalacrime (ribattezzato in seguito dalla critica neorealismo d'appendice), in voga in quel periodo tra il pubblico italiano, e quello del musicarello.
Le coreografie del film sono state curate da Elena Sedlak.

## I musicarelli
Maruzzella rientra «nel genere di film definito musicarello, assai di moda in quegli anni e che costruiva una storia più o meno articolata prendendo spunto da una canzone del momento, (...). Un po' come degli antichi videoclip». Il ritiro di Renato Carosone dalle scene, il 7 settembre 1959, corrisponde all'esplosione del genere del musicarello con i cantanti degli anni sessanta, i così detti urlatori.

## Distribuzione
Il film venne distribuito nelle sale cinematografiche italiane il 27 settembre del 1956.

## Accoglienza
Il film risultò il 29° miglior incasso della stagione cinematografica italiana 1956-1957.